# Rosa Rojas García
Rosa María Rojas García (Acapulco –Guerrero–, 1947) es una periodista mexicana, considerada la primera informadora que abrió la brecha para recoger las fuentes campesinas e indígenas de Méxicoen la prensa escrita de su país.

## Biografía
Se licenció en Ciencias de la comunicación y Periodismo por la UNAM y posteriormente completó un diplomado en Derechos humanos en la Universidad Iberoamericana.
Comenzó su trayectoria profesional con 16 años de edad trabajando junto a su padre Cristóbal Rojas en el medio impreso "Presente!", que primero fue periódico mural y posteriormente semanario. Esta publicación se editó en Ahuatepec, una localidad al norte de Cuernavaca (Morelos), entre 1965 y 1992 y pretendía dar voz al pueblo indígena.
En 1984 fue una de las periodistas fundadoras del diario mexicano La Jornada, periódico en el que se dedicó a realizar investigaciones periodísticas sobre la problemática que afecta a los pueblos indígenas de México desde su puesto como reportera de asuntos especiales. En esta época, Rojas acuñó el término "obreras de la tecla" referido a aquellas mujeres periodistas que entraron de lleno en los medios impresos mexicanos.Uno de sus hitos profesionales como reportera fue la cobertura del levantamiento zapatista en el estado de Chiapas. Rojas se encontraba en San Cristóbal de las Casas el 1 de enero de 1994 para informar sobre este conflicto. Sus reportajes pusieron especial énfasis en los pueblos indios con una visión desde el feminismo. Junto a Matilde Pérez, realizó la primera entrevista al subcomandante Marcos en enero de 1994, al inicio del conflicto En este sentido, Rojas reconoce en la figura de la periodista Carmen Lira a su maestra y pionera en abrir camino a las corresponsales de guerra de las nuevas generaciones. Entre octubre de 1996 y febrero de 2000 fue coordinadora de información general del diario La Jornada
Asimismo trabajó en el suplemento feminista mensual Doble Jornada del diario La Jornada, que dirigía la periodista Sara Lovera, durante los once años en los que se publicó (1987-1998) junto a otras periodistas como Judith Calderón, Ana María González, Clara Guadalupe García, Dolores Cordero o Rosa María Rodríguez. Algunos de los reportajes más destacados de Rojas en este periodo son "Las mujeres en la reconstrucción" (número 1, escrito junto a Ximena Bedregal), "Las mujeres de Chile" (número 20, escrito junto a Ximena Bedregal), "Intereses oficialistas por encima de las demandas" (número 39), "V Encuentro Feminista Caos, pensamiento, trabajo, quejas, fatigas y… acuerdos" (número 47), "La interrupción voluntaria del embarazo, un derecho a la salud" (número 48), "El interés Vital del Estado en el problema de la fecundidad" (número 53) y "Guatemala: diez mil mujeres, una marcha" (número 58). En una segunda etapa, a partir de septiembre de 1998 se puso en marcha el suplemento feminista mensual Triple Jornada dentro del diario La Jornada, del que Rosa Rojas fue coordinadora durante los 89 números de su trayectoria hasta su cierre en enero de 2006. Tras esta etapa, Rojas pasó a ser corresponsal del periódico en La Paz (Bolivia) hasta julio de 2011 cubriendo la primera etapa de la presidencia de Evo Morales. 
Durante su trayectoria profesional defendió su tesis según la cual “el periodismo objetivo no existe, el subjetivo y ético sí”. Siguiendo esta premisa decidió recoger las voces invisibilizadas en los grandes medios. realizando un periodismo que revelara la violencia estructural por razones de género, clase y racismo que sufren los indígenas.En esta línea, Rojas afirma en la introducción a su libro "Chiapas, ¿y las mujeres qué?" que la información sobre las mujeres en el contexto de la guerra en Chiapas ha sido escasa y que debería haberse puesto el énfasis en la lucha de estas como protagonistas activas buscando su voz, pero no hablando en su nombre.
A principios de 1993 se incorporó al grupo editorial de La Correa feminista, a partir del momento en el que esta entidad comenzó a editar una revista de discusión y reflexión. Rojas codirigió la publicación junto a Ximena Bedregal y colaboró sobre todo en la redacción y corrección de textos, muy especialmente en el número 8, dedicado a la reflexión sobre el levantamiento zapatista de 1994.
Sus artículos, informaciones y reportajes fueron publicados en otros medios como la agencia Notimex y los diarios El Día y Unomásuno. A partir del año 2010 hasta su jubilación en 2017 colaboró ocasionalmente con el medio digital independiente Desinformémonos.
Por otro lado, su compromiso con los derechos de la población indígena le llevó a participar en misiones de observación de cumplimiento de los derechos humanos como la realizada en 2015 en la comunidad indígena de Zacualpan, afectada por presiones para la instalación de una mina de oro en sus tierras.

## Premios y reconocimientos
- Premio Nacional al Mérito Periodístico de Comitán de Domínguez, Chiapas (1988).[2]
- Premio Estatal de Periodismo en Morelos, por artículo de opinión (1993).[2]
- Premio Nacional de Periodismo en Derechos Humanos Fundación José Pagés Llergo (2004).[2]
- Medalla Omecíhuatl en 2014, otorgada por el Inmujeres-DF (Instituto de las mujeres del Distrito Federal) en reconocimiento por su aportación en la defensa de los derechos humanos.[13]

## Publicaciones
- Chiapas, la paz violenta, editado por La Jornada. Reedición Fem-e-Libros.
- Chiapas ¿y las mujeres qué? (2 tomos). La Correa Feminista y CICAM,  México, Colección Del dicho al hecho, 1995. (compilación)